# Aprilie 2003
Acest articol este generat integral pe baza informațiilor din articolul 2003 și este actualizat periodic de un robot.
 Editările făcute în articol vor fi șterse la următoarea actualizare! Dacă doriți să faceți modificări, editați articolul-sursă.

ianuarie -
februarie -
martie -
aprilie -
mai -
iunie -
iulie -
august -
septembrie -
octombrie -
noiembrie -
decembrie
Aprilie 2003 a fost a patra lună a anului și a început într-o zi de marți.

## Evenimente
- 1 aprilie: Vizita de stat în România a regelui Juan Carlos al Spaniei și a reginei Sofia, la invitația președintelui Ion Iliescu.
- 1 aprilie: S-a constituit, la Sfântu Gheorghe, „Mișcarea Civică Maghiară”, organizație înființată la inițiativa unor membri ai aripii reformiste din cadrul UDMR Covasna.
- 8 aprilie: Regele Carl al XVI-lea Gustaf al Suediei și regina Silvia au început o vizită de 3 zile în România.
- 9 aprilie: Forțele americane se confruntă cu controlul asupra Bagdadului, punând capăt regimului lui Saddam Hussein.
- 12 aprilie: Ungaria aprobă aderarea la Uniunea Europeană într-un referendum .
- 14 aprilie: Proiectul genomului uman este finalizat, 99% din genomul uman fiind secvențializat cu 99,99% precizie.
- 23 aprilie: La Beijing se închid toate școlile pentru două săptămâni din cauza virusului SARS.
- 29 aprilie: Statele Unite anunță retragerea trupelor staționate în Arabia Saudită și redistribuirea unor persoane la baza aeriană Al Udeid din Qatar.

## Decese
- 1 aprilie: Mihai Mereuță, 78 ani, actor român (n. 1924)
- 2 aprilie: Petre Sirin, 76 ani, regizor și scriitor român (n. 1926)
- 8 aprilie: Yōko Mizuki, 92 ani, scenaristă japoneză (n. 1910)
- 8 aprilie: Nicolae Sulac, 66 ani, interpret de muzică populară din R. Moldova (n. 1936)
- 8 aprilie: Imre Szász, 76 ani, scriitor maghiar (n. 1927)
- 9 aprilie: Jorge Enbil (Jorge Oteiza Enbil), 94 ani, sculptor spaniol (n. 1908)
- 13 aprilie: Mircea Săucan, 75 ani, regizor român (n. 1928)
- 15 aprilie: Petru Iambor, 63 ani, istoric și arheolog român (n. 1939)
- 16 aprilie: Isao Iwabuchi, 69 ani, fotbalist japonez (atacant), (n. 1933)
- 17 aprilie: Robert Atkins, 72 ani, medic american (n. 1930)
- 17 aprilie: Koji Kondo, 30 ani, fotbalist japonez (n. 1972)
- 18 aprilie: Radu Bărbulescu (aka R.F. Barth), 61 ani, scriitor român (n. 1952)
- 18 aprilie: Edgar F. Codd (Edgar Frank Codd), 79 ani, informatician american (n. 1923)
- 18 aprilie: Emil Loteanu, 66 ani, actor, regizor, scenarist, poet și scriitor din R. Moldova (n. 1936)
- 21 aprilie: Nina Simone (n. Eunice Kathleen Waymon), 70 ani, cântăreață, compozitoare, pianistă și activistă americană (n. 1933)
- 22 aprilie: Viorel Sălăgean, 61 ani, jurnalist, scriitor și politician român (n. 1942)
- 26 aprilie: Yun Hyon-seok, 18 ani, activist sud coreean pentru drepturile omului (n. 1984)
- 27 aprilie: Efim Tcaci, 75 ani,  evreu basarabean, muzicolog, critic muzical, publicist și profesor sovietic și moldovenean (n. 1928)
- 28 aprilie: Richard Proenneke (Richard Louis Proenneke), 86 ani, naturalist american (n. 1916)
- 30 aprilie: Vasile Deheleanu, 92 ani, fotbalist și antrenor român (n. 1910)